# Dinarchus
Dinarchus, (ca. 361 v.Chr. - 291 v.Chr.) was de laatste van de tien Attische redenaars, zoon van Sostratus (of, volgens de Suda, Socrates), en werd geboren te Korinthe.
Hij vestigde zich reeds vroeg in zijn leven in Athene, en was slechts vijfentwintig jaar oud toen hij al actief was als logograaf (= "advocaat" die tegen betaling redevoeringen en pleidooien schreef voor anderen). Als buitenlander was hij niet in staat om deel te nemen aan de debatten. Hij was zowel leerling van Theophrastus als van Demetrius van Phalerum, en had zich al snel een veelzijdige, vloeiende stijl eigen gemaakt.
In 324 rapporteerde de Areopaag, na onderzoek, dat negen mensen steekpenningen hadden aangenomen van Harpalus, de beheerder van de krijgskas van Alexander. Tien openbare eisers werden benoemd. Dinarchus schreef voor een of meer van deze eisers, de drie toespraken, die nog steeds bestaan: Tegen Demosthenes, Tegen Aristogeiton en Tegen Philocles.
De sympathieën van Dinarchus waren ten gunste van een Atheense oligarchie onder Macedonische controle; hierbij moet worden aangetekend dat hij geen Atheens burger was. Aeschines en Demades hadden dit excuus niet. In de kwestie Harpalus was zeker onschuldig, en waarschijnlijk ook andere van de aangeklaagden. Toch stond Hyperides, de vurigste van de patriotten, aan dezelfde kant als Dinarchus.
Onder de regering van zijn oude meester, Demetrius van Phalerum, oefende Dinarchus de meeste politieke invloed uit. De jaren 317-307 waren dan ook de meest vruchtbare tijd van zijn leven. Na de val van Demetrius Phalereus en het herstel van de democratie door Demetrius Poliorcetes, werd Dinarchus tot de dood veroordeeld, waarna hij zich in ballingschap terugtrok op Chalcis in Euboea.
Ongeveer 292, dankzij zijn vriend Theophrastus, was hij in staat op in Attica terug te komen. Dinarchus stierf rond 291 v.Chr. in Athene.
Aeschines · Andocides · Antiphon · Demosthenes · Dinarchus · Hyperides · Isaeus · Isocrates · Lycurgus · Lysias